# Antigorite
L'antigorite, phyllosilicate de formule (Mg,FeII)3Si2O5(OH)4), est une variété de minéral, du groupe des serpentine, la plus courante pour la sculpture et la joaillerie. Ce minéral, caractérisé par une structure en feuillets a la même composition chimique générique que le chrysotile et la lizardite, tout en s’en distinguant par sa structure tridimensionnelle et ses réponses aux contraintes du réseau cristallin. Plus souvent présente sous forme prismatique, l’antigorite existe aussi sous forme fibreuse. La distinction avec deux autres minéraux serpentineux majeurs — chrysotile, antigorite et lizardite — ainsi que la détermination de leurs dimensions, repose sur deux techniques : la spectrométrie Raman à transformée de Fourier, et la microscopie électronique à transmission couplée à un analyseur élémentaire.

Certaines législations incluent l'antigorite dans la liste des fibres considérées comme de l’amiante ; c'est le cas en Nouvelle-Calédonie où le chrysotile est associé de manière très étroite et presque systématique à l’antigorite, et que d’autre part des assemblages à trémolite/amiante/antigorite existent.

## Inventeur et étymologie
Nommée en 1840 par  Mathias Eduard Schweizer à partir du nom du gisement topotype découvert dans la vallée d'Antigorio en Italie.

## Topotype
Valle di Antigorio, Domodossola, Piémont, Italie

## Toxicologie
Selon l'ANSES (2014) aucunes données actuellement disponibles permettent de conclure de façon définitive sur la toxicité de l’antigorite, qu’elle soit sous forme fibreuse ou non. Bien que les formes fibreuses d’antigorite soient classées parmi les particules minérales allongées, et que certains paramètres tels que la biopersistance, la réactivité de surface et les dimensions jouent un rôle potentiel dans leur toxicité, aucune évaluation spécifique de ces critères n’a été réalisée pour l’antigorite. Par ailleurs, la seule étude épidémiologique existante n’apporte pas d’éléments suffisants pour identifier un effet propre de l’antigorite sur la santé. Le CES « Évaluation des risques liés aux milieux aériens » considère ainsi qu’il est impossible de statuer sur l’implication des différentes formes d’antigorite dans la survenue de maladies telles que le mésothéliome.

### Associations
- Olivine

## Galerie

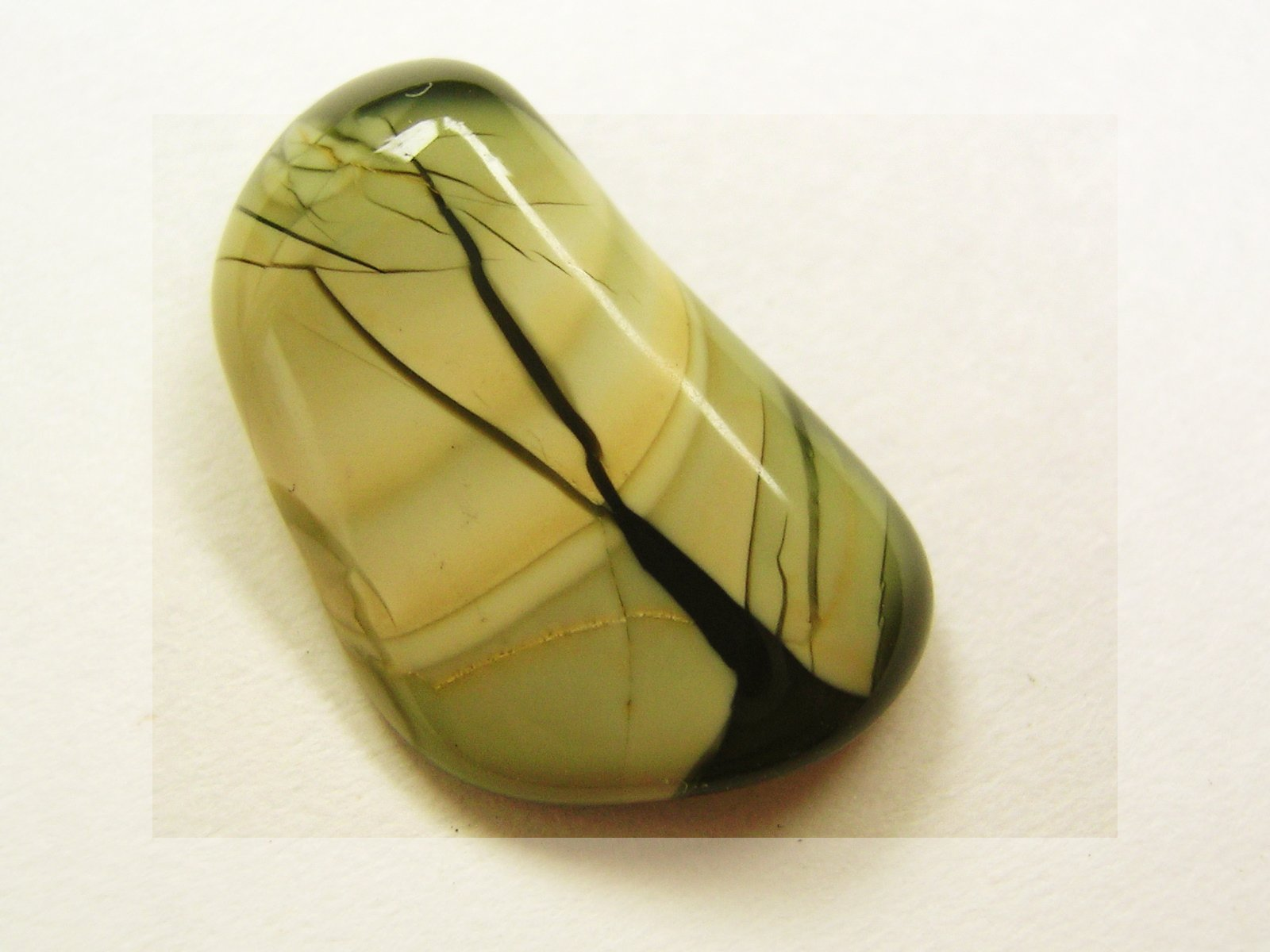
Chyta, Serpentine « feuille »(antigorite)

## Variétés
- Bowenite
- Rétinalite
- Williamsite

## Synonymes
- Chyta ou serpentine feuille

## Gisements
Serpentinites, issues de l’altération hydrothermale (400 °C – 600 °C) de roches ultramafiques.

## Utilisation
Elle est souvent utilisée pour faire du faux jade, car moins onéreuse et plus facile à tailler.